# Hypselodoris infucata
Hypselodoris infucata (Rüppell & Leuckart, 1830) è un mollusco nudibranchio della famiglia Chromodorididae.
Il nome deriva dal latino infucatus, cioè imbellettato, alterato, per la forte evidenza dei colori.

## Biologia
Si nutre di spugne del genere Dysidea (Dysideidae).

## Distribuzione e habitat
Specie originaria del Indo-Pacifico tropicale, saltuariamente segnalata nel mar Mediterraneo orientale a seguito di una probabile migrazione attraverso il Canale di Suez.